# Neoporus vittatipennis
Neoporus vittatipennis là một loài bọ cánh cứng trong họ Bọ nước. Loài này được Gemminger & Harold miêu tả khoa học năm 1868.